# Dirk Ansorge
Dirk Ansorge (* 13. Juli 1960 in Gelsenkirchen) ist ein deutscher römisch-katholischer Theologe und Dogmatiker.

## Leben
Nach dem Abitur 1979 am mathematisch-naturwissenschaftlichen Carl-Friedrich-Gauß-Gymnasium in Gelsenkirchen leistete er von 1979 bis 1980 den Grundwehrdienst bei der Luftwaffe in Pinneberg und Diepholz ab. Von 1980 bis 1982 studierte er als Priesteramtskandidat des Bistums Essen  katholische Theologie und Philosophie an der Ruhr-Universität Bochum. Während der Bochumer Studienzeit lebte er im Bischöflichen Studienkolleg in Bochum-Querenburg. Durch ein Auslandsstipendium des Deutschen Akademischen Austauschdienstes (DAAD) gefördert verbrachte er 1982 bis 1983 ein ökumenisches Studienjahr in Jerusalem. Während des Theologiestudiums von 1983 bis 1984 an der Université des Sciences Humaines in Strasbourg wurde er 1984 in die Studienstiftung des Deutschen Volkes aufgenommen. Von 1984 bis 1986 studierte er katholische Theologie und Physik in Bochum. Die Landesgraduiertenförderung des Landes Baden-Württemberg förderte ihn 1987 mit einem Promotionsstipendium. Von 1987 bis 1992 war er Mitarbeiter am Lehrstuhl für Dogmatik bei Peter Hünermann der Eberhard-Karls-Universität Tübingen, wo er 1993 in katholischer Theologie promoviert wurde. Die Universität Innsbruck zeichnete ihn 1994 mit dem Karl-Rahner-Preis für theologische Forschung aus. Er dozierte von 1993 bis 2011 an der Katholischen Akademie des Ruhrbistums Essen Wolfsburg (Mülheim an der Ruhr). Nach der Habilitation 2008 in Katholischer Theologie an der Universität Münster, Erteilung der Lehrbefugnis (venia legendi) für Dogmatik und Dogmengeschichte und der Ernennung zum Privatdozenten lehrte er 2009/2010 als Gastprofessor für Dogmatik der Universität Wien. 
Von 2011 bis 2012 war er zunächst Dozent für das Fach Dogmatik an der PTH Sankt Georgen in Frankfurt am Main, wo er seit 2012 Professor für das Fach Dogmatik ist. Seit 2014 ist Ansorge Prorektor der Philosophisch-Theologischen Hochschule Sankt Georgen in Frankfurt am Main. Seit 2023 ist er Vorsitzender des Katholisch-Theologischen Fakultätentages.

## Wirken
Seine Arbeitsschwerpunkte sind Theologie- und Dogmengeschichte, bes. Christologie, Ekklesiologie, Schöpfungstheologie und Sakramententheologie, Theologie der Versöhnung im Spannungsfeld von Gerechtigkeit und Barmherzigkeit, anthropologische und theologische Aspekte von Schuld, Vergebung und Versöhnung, Verhältnisbestimmungen Zeit-Ewigkeit im Kontext der Beziehung Gott-Welt-Mensch, katholische Dogmatik in ökumenischer Verantwortung, christliche Theologie im Dialog mit Judentum und Islam, Tradition und Gegenwart christlicher Kirchen im Nahen und Mittleren Osten, Verhältnisbestimmungen von Religion, Kultur, Politik und Gewalt und islamische Friedensethik.